# Fiołek senizyjski
Fiołek senizyjski (Viola cenisia L.) – gatunek roślin z rodziny fiołkowatych (Violaceae). Występuje naturalnie w Alpach – w południowo-wschodniej Francji, północnych Włoszech oraz w Szwajcarii. 

## Morfologia
PokrójBylina dorastająca do 3–10 cm wysokości. Roślina tworzy kłącza.
LiścieBlaszka liściowa ma okrągławo owalny kształt. Mierzy 10 cm długości, jest całobrzega, ma sercowatą nasadę i ostry  wierzchołek. Ogonek liściowy jest nagi. Przylistki są owalne, zazwyczaj całobrzegie.
KwiatyPojedyncze, wyrastające z kątów pędów. Mają działki kielicha o owalnym kształcie. Korona kwiatu osiąga 2-2,5 cm średnicy. Płatki są odwrotnie jajowate i mają jasnofioletową barwę (zazwyczaj z żółtym gardłem), dolny płatek posiada obłą ostrogę o długości 5-8 mm.
OwoceTorebki z ostrym wierzchołkiem, nagie, osadzone na wyprostowanych szypułkach.
Gatunki podobneRoślina może być mylona z fiołkiem wapieniolubnym (V. calcarata), jednak różni się on niego całobrzegą blaszką lisciową i mniejszymi, bardziej okrągłymi kwiatami. Ponadto te dwie rośliny rosną w bardzo różnych środowiskach.

## Biologia i ekologia
Rośnie na terenach skalistych. Występuje na wysokości od 1500 do 2900 m n.p.m. Kwitnie w lipcu (według innych źródeł od czerwca do sierpnia). 